# Omrzel

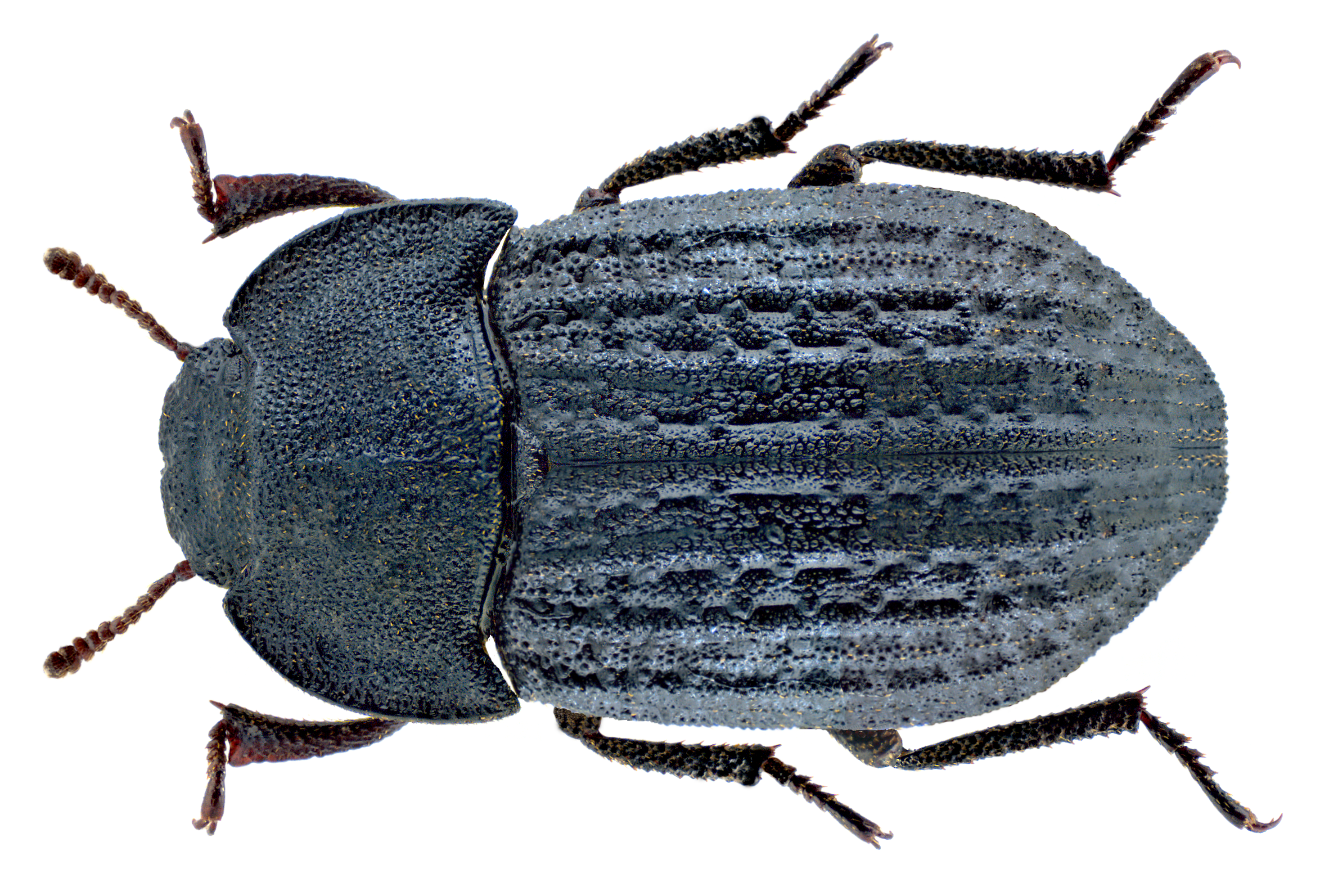
Opatrum verrucosum

Omrzel (Opatrum) – rodzaj chrząszczy z rodziny czarnuchowatych.
Chrząszcze o krótkim i szerokim, owalnym w zarysie ciele, u gatunków środkowoeuropejskim osiągającym od 7 do 10 mm długości. Ubarwienie mają brunatnoczarne do czarnego, często z szarobrunatnym nalotem. Wyglądem przywodzą na myśl przedstawicieli modzelatkowatych. Głowa jest szeroka, poprzeczna, o trójkątnie wciętym nadustku i głęboko wciętych, lecz niepodzielonych oczach. Krótkie, w części wierzchołkowej stopniowo się rozszerzające czułki nie przekraczają połowy długości przedplecza. Poprzeczne, znacznie szersze od głowy przedplecze ma wykrojoną krawędź przednią i dwufalistą, nieprzylegającą ściśle do pokryw krawędź tylną. Mniej więcej tak szerokie jak przedplecze pokrywy mają nieregularne rzędu uformowane przez podłużne żebra i okrągłe wzgórki. Tylne skrzydła są tylko nieco skrócone i pozwalają na lot. Odnóża przednie są grzebne, o goleniach ząbkowanych i u szczytu rozszerzonych.
Takson zachodniopalearktyczny, szczególnie licznie reprezentowany w rejonie śródziemnomrskim. W Europie Środkowej, w tym w Polsce stwierdzono 2 gatunki: omrzela piaskowego i Opatrum riparium
Rodzaj ten wprowadzony został w 1775 roku Johana Christiana Fabriciusa. Obejmuje 65 opisanych gatunków, w tym:
- Opatrum alternatum Küster, 1849
- Opatrum asperidorsum Fairmaire, 1878
- Opatrum baeticum Rosenhauer, 1856
- Opatrum cypraeum Reitter, 1904
- Opatrum dahli Küster, 1849
- Opatrum distinctum Fairmaire, 1878
- Opatrum emarginatum Lucas, 1849
- Opatrum geminatum  Brullé, 1832
- Opatrum grenieri Perris, 1870
- Opatrum italicum (Reitter, 1904)
- Opatrum iwani Soldati, 2016
- Opatrum malgorzatae Leo, F. Soldati & L. Soldati, 2011
- Opatrum nivale Géné, 1839
- Opatrum obesum Olivier, 1811
- Opatrum perlatum Germar, 1824
- Opatrum riparium L.G. Scriba, 1796
- Opatrum sabulosum (Linnaeus, 1761) – omrzel piaskowy
- Opatrum sculpturatum Fairmaire, 1860
- Opatrum triste Steven, 1829
- Opatrum validum Rottenberg, 1870
- Opatrum tangerianum Koch, 1944
- Opatrum verrucosum Germar, 1817